# Pont muletier du moulin Fresnay
Le pont muletier du moulin de Fresnay est un pont qui enjambe la Vaige entre la commune d'Auvers-le-Hamon, dans le département de la Sarthe et la commune de Beaumont-Pied-de-Bœuf, dans le département de la Mayenne.

## Description
Ce pont du XIVe ou XVe siècle a quatre arches et deux avant-becs. Il est fait de moellons sans chaine en pierre de taille, de marbre et grès . Il mesure 22,80 m de longueur et 1,28 m de largeur. Il se termine par une passerelle au dessus du bief du moulin[réf. à confirmer].

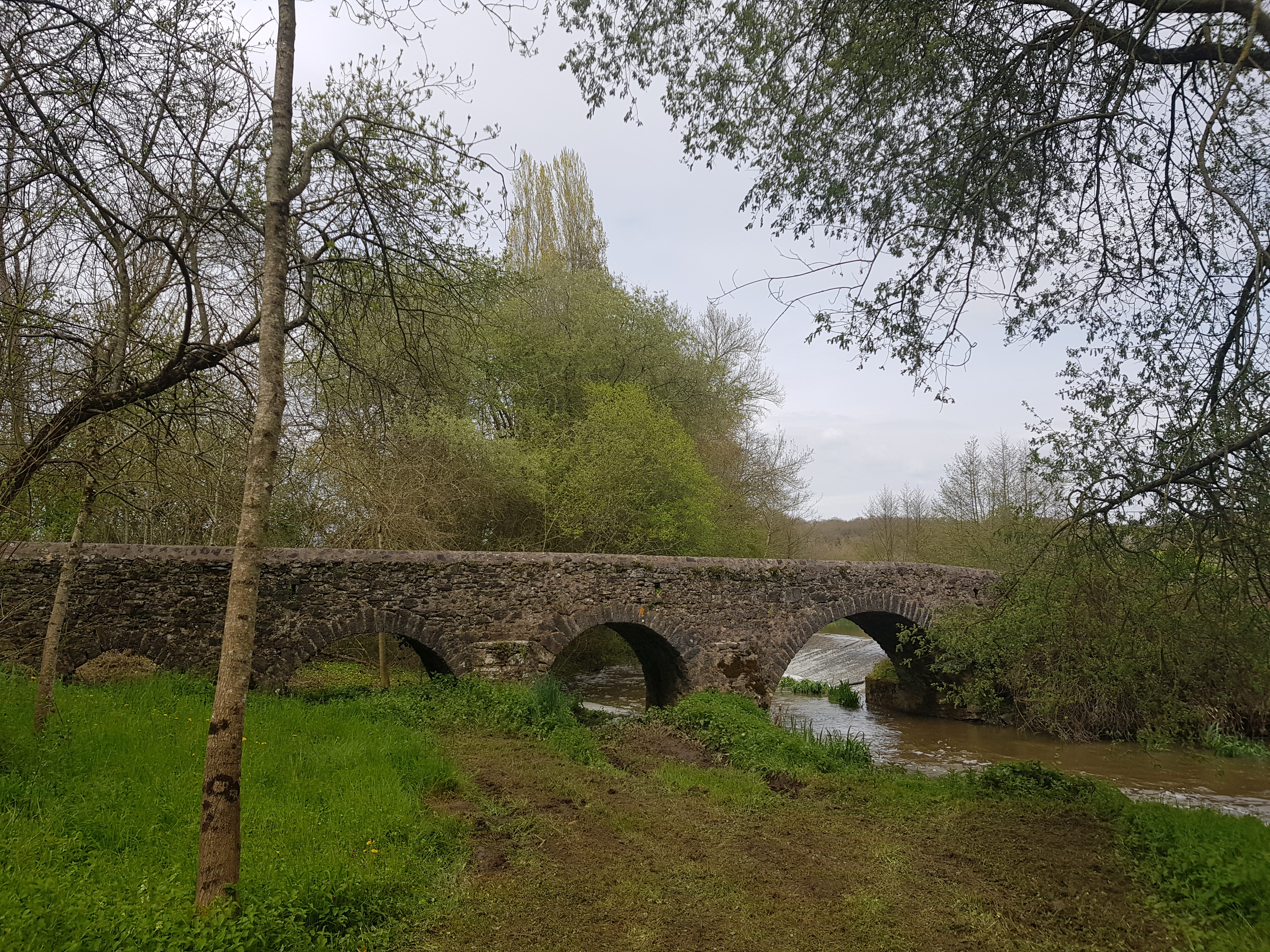
Les quatre arches du pont.

## Historique
L'édifice est inscrit au titre des monuments historiques le 28 décembre 1984.